# 桜井ひかり
桜井 ひかり（さくらい ひかり、1993年7月17日 - ）は、日本の女優、モデル、シンガーソングライター、デザイナー、CMクリエーター。東京都港区出身。
RÊVEUR（レヴェール　個人事務所）所属、フランス系ラグジュアリーブランド、EMPIRE ENTERTAINMENT　フリーランス。
所属事務所はジョビィ・キッズ、スウィートパワー、フライングボックス。スウィートパワー所属時の芸名は菊里 ひかり（きくざと ひかり）。
身長156cm。血液型はB型。

## 来歴・人物
2002年10月、「新世紀キッズアイドルを探せ!」オーディションでグランプリを受賞。同年、映画『水の記憶』でデビュー。
2009年、ミスマガジン「ミス週刊少年マガジン」に選ばれる。ファンタ賞同時受賞。「ファンタもみもみフローズン」のイメージガール初代ミスもみもみに選ばれる。翌年2010年に学業優先のために芸能活動を休止、所属していた芸能事務所・スウィートパワーを退社した。
2011年、2009年に撮影を行った主演映画『心中天使』が公開され、舞台挨拶やトークイベントなどプロモーション活動で「桜井ひかり」の名で登場し、久しぶりに姿を見せた。
2014年1月 RÊVEUR（レヴェール 個人事務所）所属。
憧れの女優は、菊地凛子。海外の映画に出演する夢を持つ。

## 出演

### テレビドラマ
桜井ひかり 名義
- 仮面ライダー剣 第12話（2004年、テレビ朝日）
- ほんとにあった怖い話「旅立ちの靴音」（2004年、フジテレビ）
- H2〜君といた日々（2005年、TBS） - 雨宮ひかり（少女時代）役
- 受験の神様（2007年、日本テレビ）
- 遅咲きのヒマワリ〜ボクの人生、リニューアル〜 第1・3・6話（2012年10月23日・11月6日・27日、フジテレビ） - 藤田涼子 役

菊里ひかり 名義
- メイちゃんの執事（2009年1月 - 3月、フジテレビ） - 上村香織 役
- ふたつのスピカ（2009年6月 - 7月、NHK） - 鈴木さくら 役
- チーム・バチスタ第2弾 ナイチンゲールの沈黙（2009年10月9日、関西テレビ/フジテレビ） - 杉山由紀 役
- 小公女セイラ（2009年10月 - 12月、TBS） - 清水尚美 役
- 特上カバチ!!（2010年1月 - 3月） - 大野杏 役
- 連続テレビ小説「ゲゲゲの女房」 第6週（2010年5月、NHK） - 土井真弓 役

### 映画
桜井ひかり 名義
- 水の記憶（2002年）
- いぬのえいが「ねぇ、マリモ」（2005年） - 美香 役
- 短編映画「先輩、キスしていいですか。」（2014年10月） - 町田啓太（EXILE）とダブル主演

菊里ひかり 名義
- 心中天使（2011年2月5日公開） - 尾野真千子とダブル主演

### バラエティ
- 中居正広の金曜日のスマたちへ（2004年、TBS）
- 日本珍説学会（2016年2月25日、日本テレビ）
- 水曜日のダウンタウン（2016年8月3日、TBS）

### CM
- イオン「火曜市」（2003年）
- 花王 アジエンス（2004年） - チャン・ツィイーと共演
- セキスイハイム「まちなみ参観日」（2006年）
- 関西電力「エネルギー資源の有効活用」篇（2006年）[2]
- WOWOW 無料放送告知CM（2009年）
- 週刊少年マガジンTVCM（2009年10月）
- DeNA 三国志バトル「桃園の誓い」篇（2013年4月）
- DeNA 三国志バトル「赤壁の戦い」篇（2013年6月）
- 久光製薬 アレグラFX「ヒーローショー」篇（2014年2月） - ヒカリーナ 役
- 久光製薬 アレグラFX「母の一喝」篇（2014年5月）
- NTT docomo TVCM「VOLTE 音にこだわる」篇(2014年10月)
- 久光製薬 アレグラFX「母の一喝秋花粉」篇（2014年10月）
- Facebook TVCM (日本初）「あなたは誰かのともだち」篇（2014年10月）
- NTT docomo Web short film CM「先輩、キスしていいですか。」(2014年10月)
- Facebook TVCM「FACES」篇（2015年1月）

### PV
- Crystal Kay「ボーイフレンドパートII」（2002年）
- SMAP「友だちへ〜Say What You Will〜」（2005年）
- Hi-Fi CAMP「一粒大の涙はきっと」（2009年）

### 雑誌
- B.L.T.（2009年3月号、東京ニュース通信社）
- 週刊ヤングマガジンNo.32（2009年7月6日、講談社） - グラビアセンター
- 週刊少年マガジンNo.32（2009年7月8日、講談社） - 表紙&グラビア
- UTB Vol.193（2009年8月24日、ワニブックス）
- B.L.T.（2009年11月号、東京ニュース通信社）
- 週刊少年マガジンNo.48（2009年10月、講談社） - 巻中グラビア
- 週刊少年マガジン増刊、マガジンSPECIAL（2009年11月、講談社） - 表紙&グラビア
- B.L.T.（2009年12月号、東京ニュース通信社）
- TVJapan（2010年2月号、東京ニュース通信社）
- B.L.T.（2010年1月号、東京ニュース通信社）
- B.L.T.（2010年2月号、東京ニュース通信社）
- B.L.T.（2010年3月号、東京ニュース通信社）
- 週刊ヤングマガジンNo.10（2010年2月8日、講談社）- 巻中グラビア
- 週刊少年マガジンNo.9（2010年2月10日、講談社） - 表紙&グラビア
- nadesico（2010年3月号、インフォレスト）
- MEN'S NON-NO（2010年3月号、集英社）
- BRUTUS（2010年3月1日号、マガジンハウス）
- 雑誌「IZANAGI」（2014年9月17日号、髪の文化社） - 表紙モデル
- 「2015年着物に似合うアップスタイル」（2014年9月号、アイメディア） - モデル
- 「Hair Beauty+Fantasy by Ueda Mieko」（2015年3月、百日草） - モデル
- 雑誌「はなよめ」（2015年5月号、百日草） - 表紙モデル
- ツモリチサト着物モデル（2016年5月、東京KFCホール）
- 雑誌「はなよめ」（2016年7月号、百日草） - 着物モデル

### ARTIST
- 「bump.y」 メインボーカル(ソニーミュージック)(2010年)
- 「allo allo」作詞作曲 (2011年)
- 「赤いキャロル-ふりむくきみはだれ」作詞作曲 (2011年)
- Victor、AVEX、EMI　オーディション合格 (2011年)
- 「フランス語で歌う　J'AIME CHANTER　全国コンテスト」（フランス大使館後援、エールフランス協賛）で「PRIX DE LA CHANSON」賞を受賞 (2012年)
- 「J'AIME CHANTER CONCERT」（日仏会館共催）に出演 (2012年)
- 「スパイス」作詞作曲 (2013年)
- JUJU、Crystal Kay、西野カナをプロデュースしたJeff Miyaharaのレコーディングを受ける (2013年)
- 「たいよう」作詞作曲 (2013年)
- 「my day」を5カ国語で作詞作曲（日本語、英語、スウェーデン語、フランス語、イタリア語) (2013年)
- 「tell me something」を3カ国語で作詞作曲（英語、スウェーデン語、フランス語) (2013年)
- 「20th dreaming」を英語、スウェーデン語で作詞作曲(2013年)
- 「unpredictable」を英語で作詞作曲(2013年)
- 「you let her go」を英語で作詞編曲(2014年)
- 「friends」を英語、スウェーデン語で作詞作曲(2014年)

### DVD
- 『ミスマガジン2009 菊里ひかり』（2009年8月21日、Vap）

### その他
- 英語であそぼ（2003年、NHK）
- ティンティンTOWN!（2003年、日本テレビ）